# Mark Tralbaut
Marcel Edward (Mark Edo) Tralbaut (L'Isle-Adam, 3 januari 1902 – Antwerpen, 5 mei 1976) was een Belgisch journalist, redacteur, bariton, conservator en auteur.

## Levensloop
Tralbaut liep school aan het Koninklijk Atheneum te Antwerpen. Tijdens de Eerste Wereldoorlog werd hij actief in het activisme, waardoor hij in 1918 in de gevangenis belandde. Samen met Geert Pynenburg stichtte hij in september 1919 het tijdschrift Staatsgevaarlik, een Antwerpse publicatie geïnspireerd door de Clarté-beweging. In het eerste nummer werden de pogroms in Oost-Europa veroordeeld en bracht men hulde aan boegbeelden Rosa Luxemburg en Karl Liebknecht. Van Staatsgevaarlik verschenen slechts vier nummers, alle in 1919. Tralbaut was er actief onder de pseudoniemen 'Multavedi' en 'Synsbuck'.
Daarop aansluitend ging hij aan de slag bij het Antwerps socialistisch dagblad De Volksgazet van Uitgeverij Ontwikkeling, waar hij werkzaam bleef tot 1934. In de periode 1928 tot 1931 was hij daarnaast actief als bariton bij de Koninklijke Vlaamse Opera te Antwerpen. In 1934 werd hij aangesteld als hoofdredacteur van het dagblad De Dag van drukkerij Patria, een functie die hij uitoefende tot hij eind 1936 in conflict kwam met uitgever Antoon van Opstraet. Hij werd in de hoedanigheid van hoofdredacteur opgevolgd door Clovis Baert. Tralbaut was bij de krant actief onder de schuilnaam Marcus-Antonius.
Tijdens de Tweede Wereldoorlog was hij assistent in het Museum voor Kunst en Geschiedenis te Brussel. In 1942 behaalde hij zijn doctoraat - met een studie over Vincent van Gogh - in de kunstgeschiedenis en archeologie. Vervolgens werd hij adjunct-conservator van het museum. In 1955 ging hij aan de slag als conservator bij het Rijksbureau voor Kunsthistorische Documentatie in Den Haag, een functie die hij uitoefende tot 1958. Tot aan zijn dood was hij directeur van het Internationaal Van Gogh Archief. Dit archief verkocht hij in 1969 aan de Nederlandse overheid.
Buiten zijn bekende boek Vincent van Gogh,  waren Vincent van Gogh in zijn Antwerpse Periode en Vincent van Gogh in Drente twee van zijn belangrijkste werken. Daarnaast verschenen tientallen andere uitgaven en artikelen. Tralbaut verzorgde ook tentoonstellingen en de bijbehorende catalogi in binnen- en buitenland. Daarnaast schreef hij in 1959 het toneelstuk In de schaduw van de raven over Vincent van Gogh voor de Koninklijke Nederlandse Schouwburg (KNS).
Tralbaut was gehuwd met Martha Dewachter. Zijn laatste rustplaats bevindt zich op de oude strooiweide van het Schoonselhof te Antwerpen.